# Offrande votive

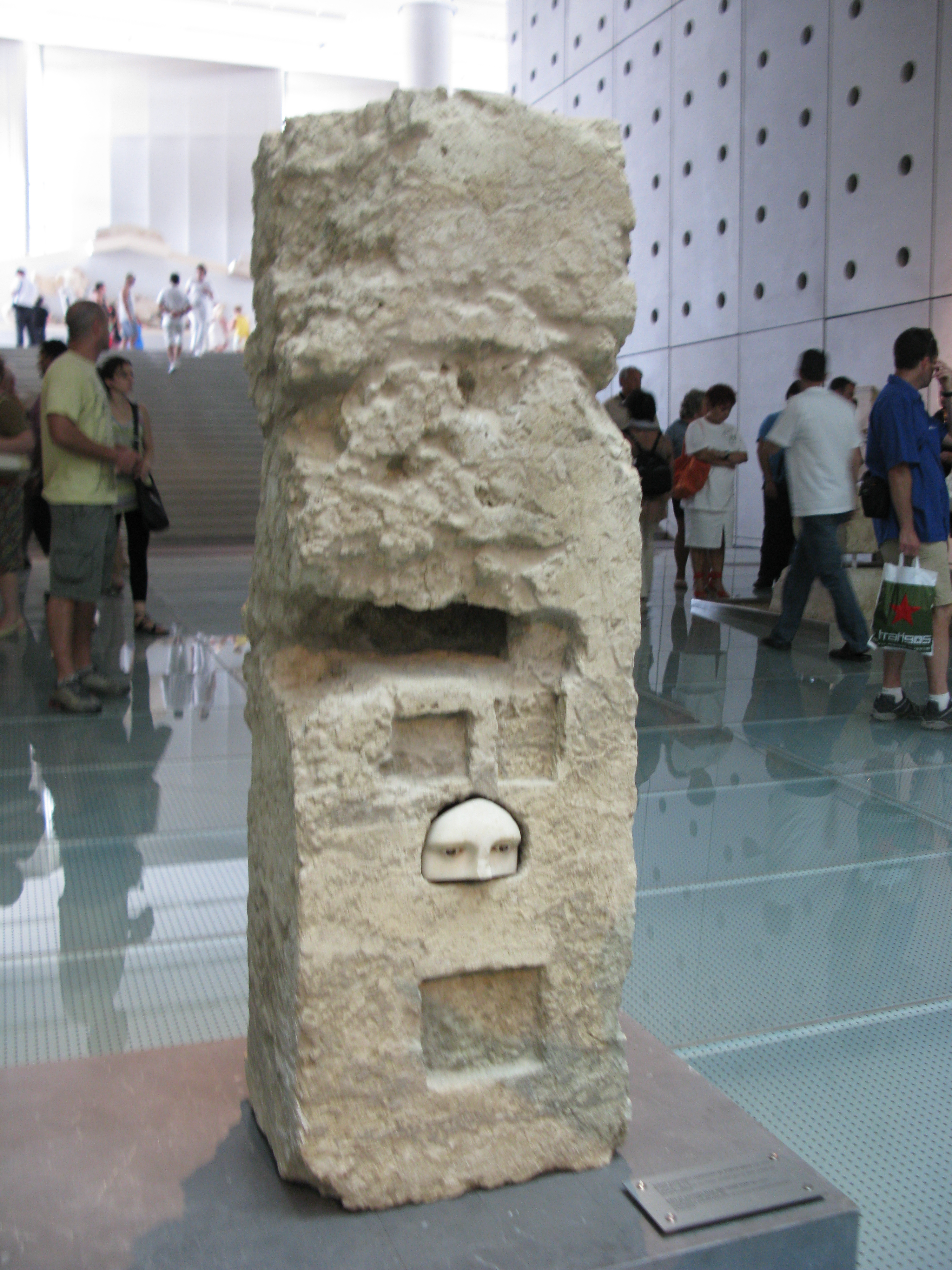
Partie d'un visage féminin avec des yeux incrustés. Ancienne offrande votive grecque datant du, probablement du sculpteur Praxias, insérée dans la niche d'un pilier au sanctuaire d'Asclépios à Athènes. Musée de l'Acropole d'Athènes.

Une offrande votive est un objet déposé dans un lieu sacré à l'intention d'une divinité en vue d'en obtenir une protection, des avantages dans l'existence ou la réalisation d'un vœu. Comme dans le cas de denrées, il s'agit la plupart du temps de quelque chose supposant une forme de privation ou d'effort de la part de l'offrant.

## Plaque votive

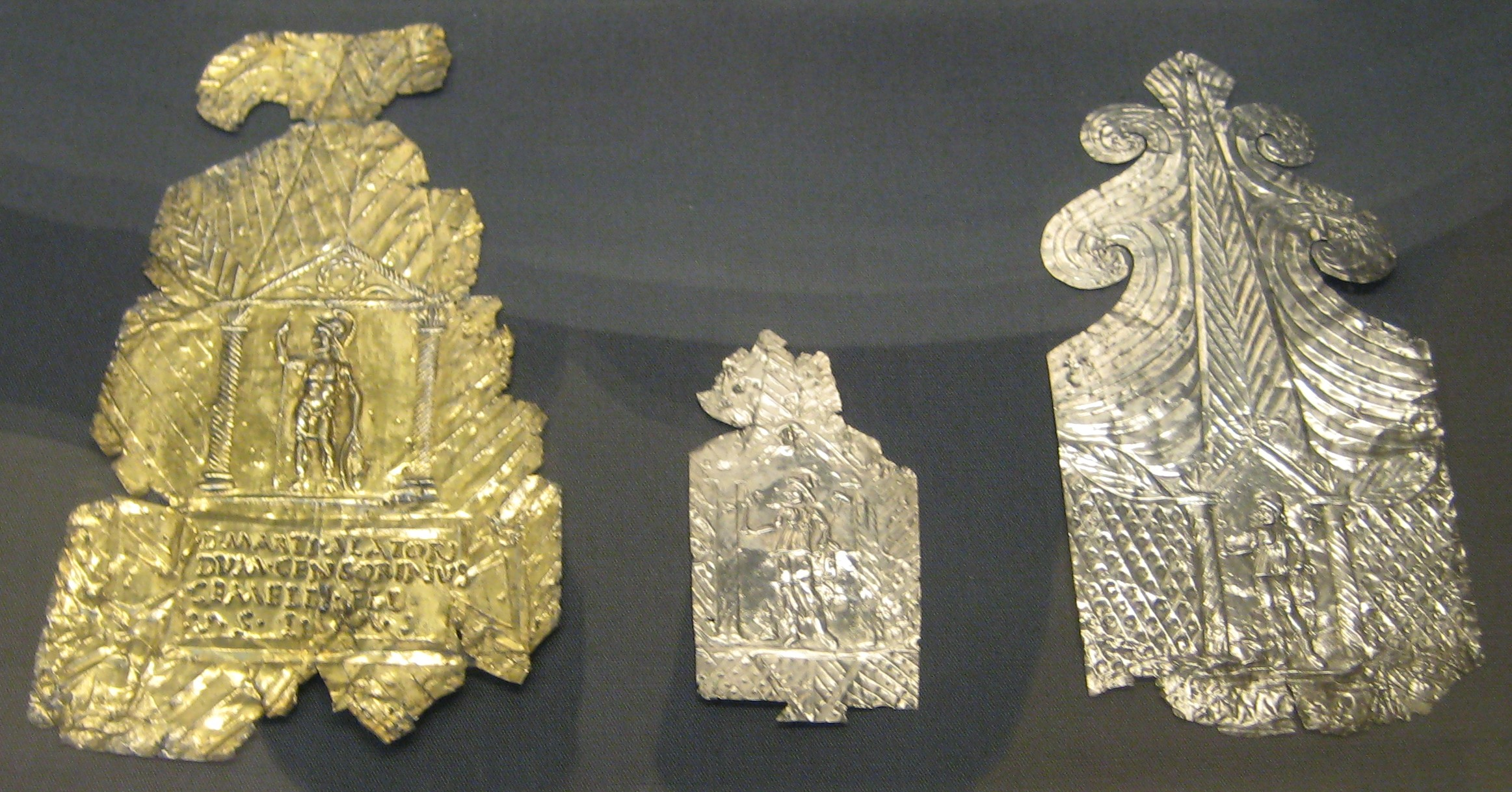
Dédiées à Mars et Vulcain
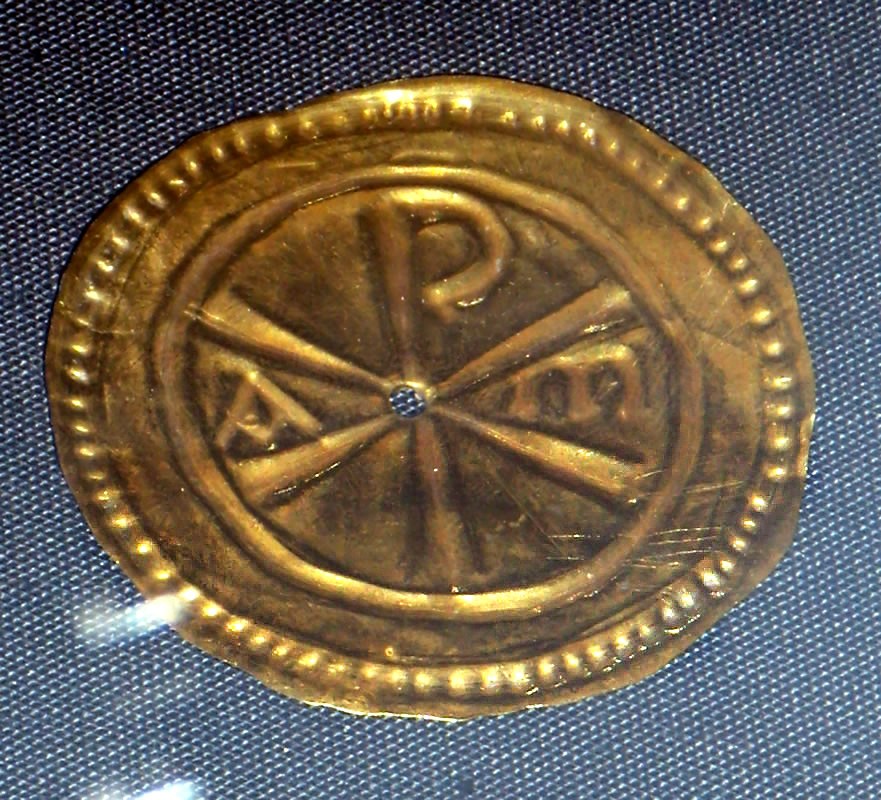
Avec chrisme
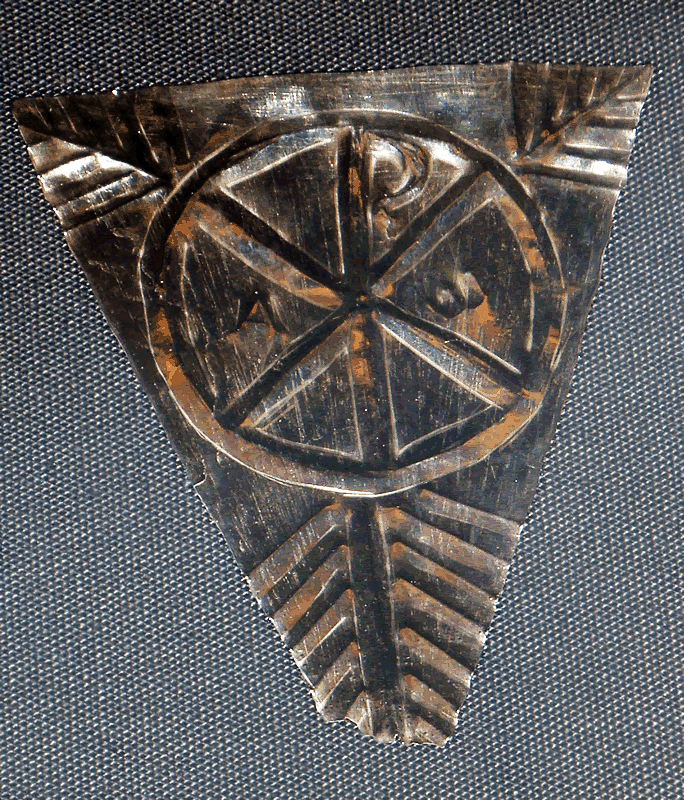
En argent
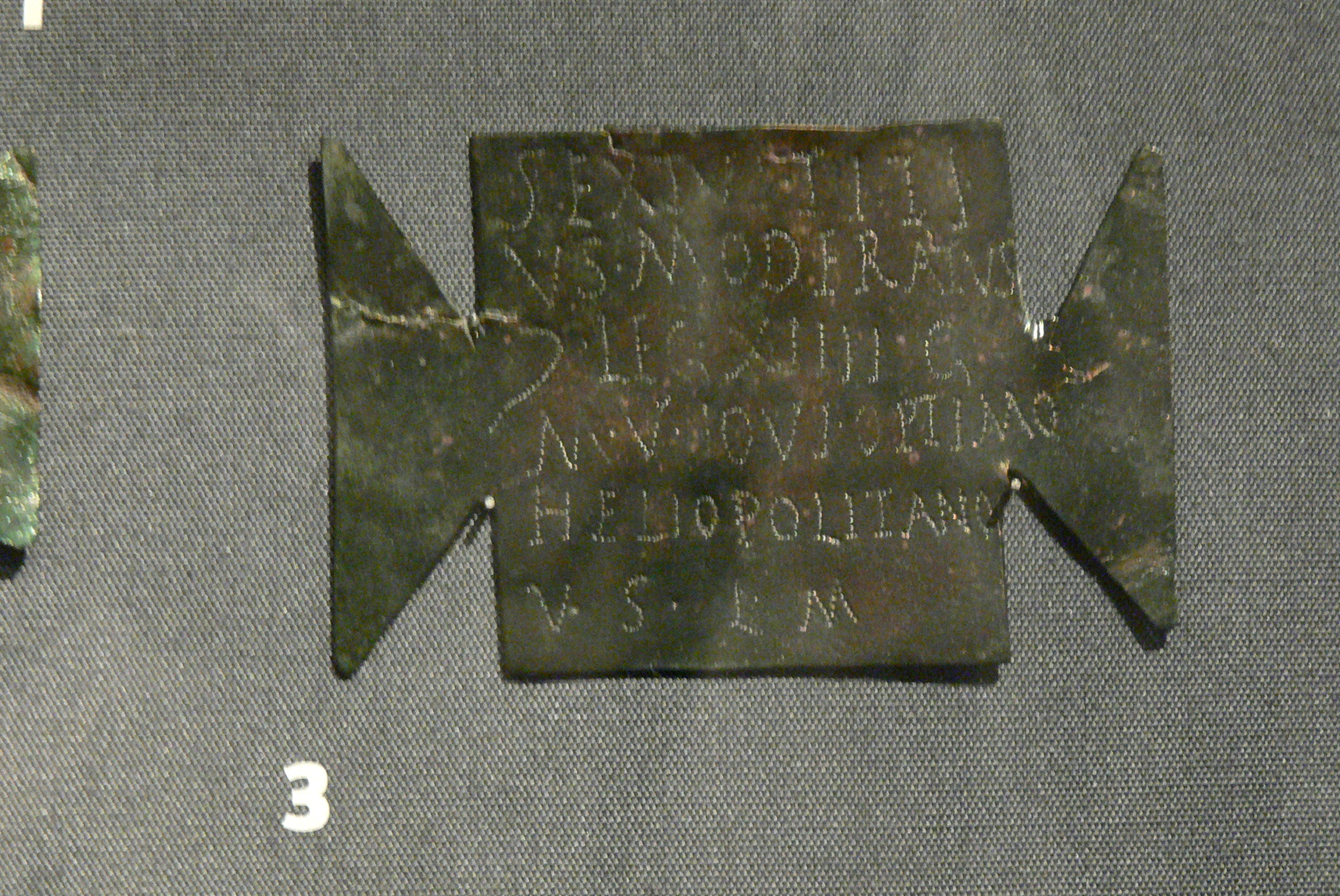
Dédiées à Jupiter
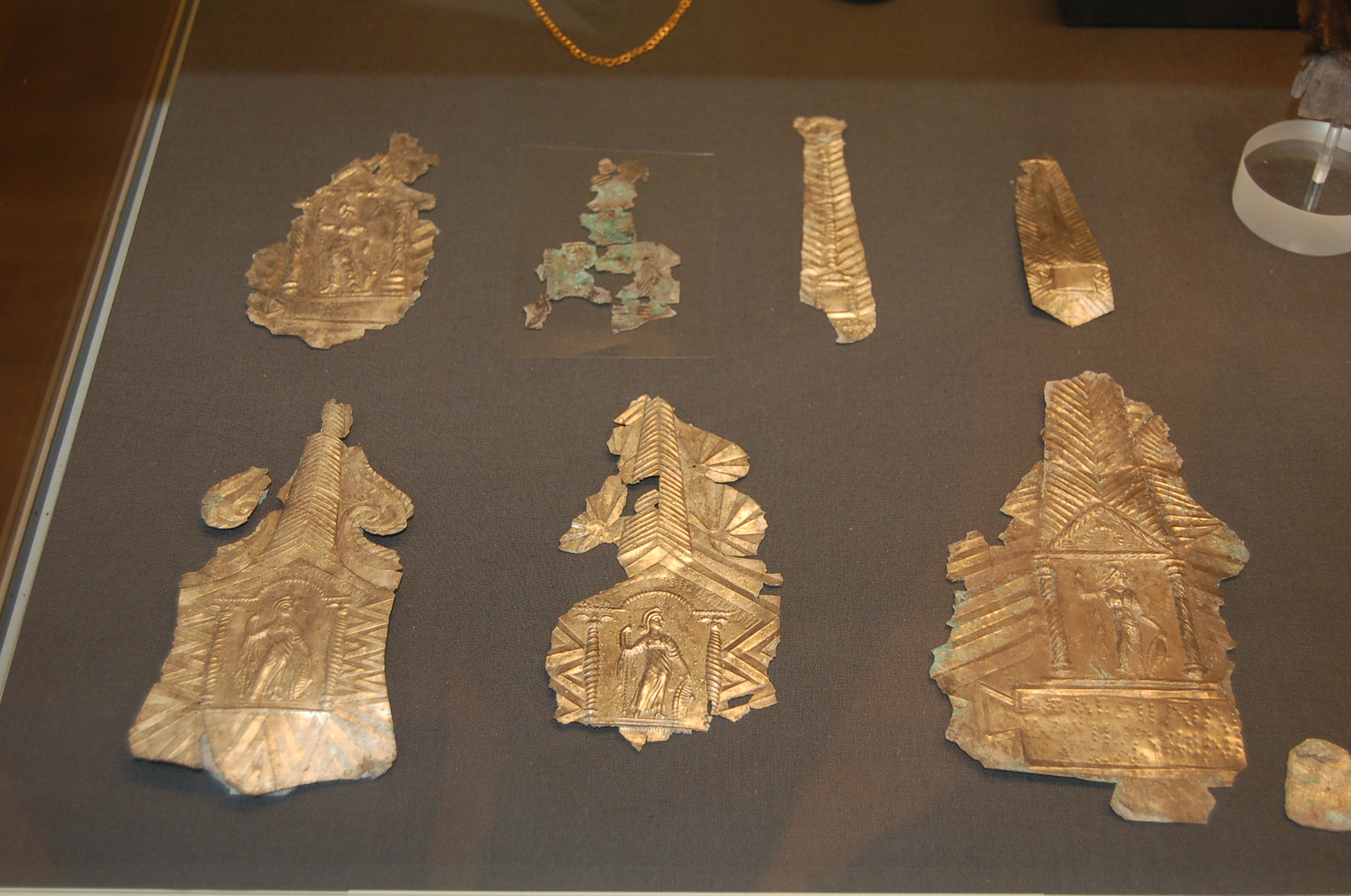
En or
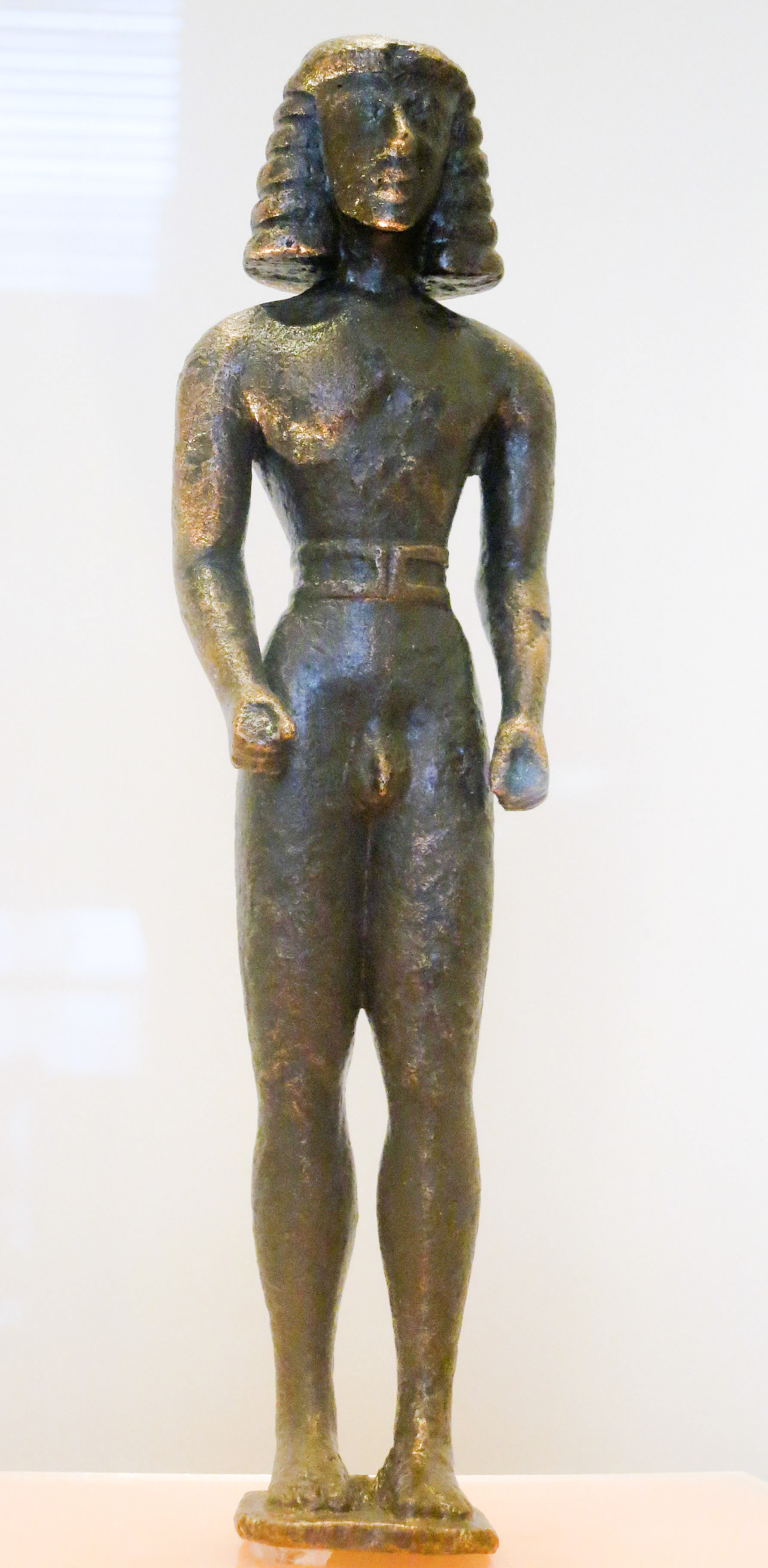
Statuette d'un kouros votif. Bronze, H. 19,6 cm. Crète (?), vers 600 avant notre ère.

## Couronne votive

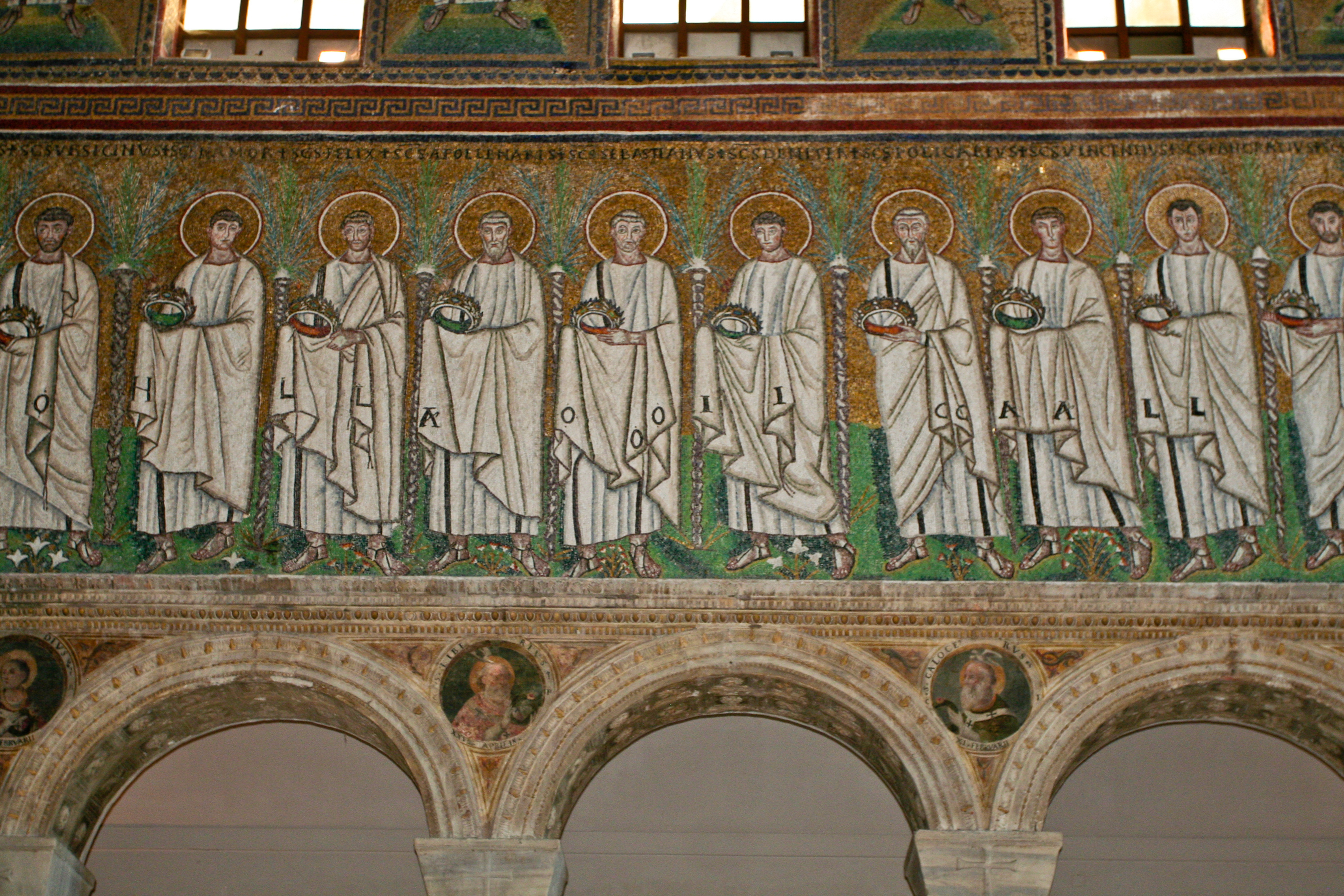
Procession de Saints offrant des couronnes votives VIe siècle, Sant'Apollinare Nuovo, Ravenna, Italy
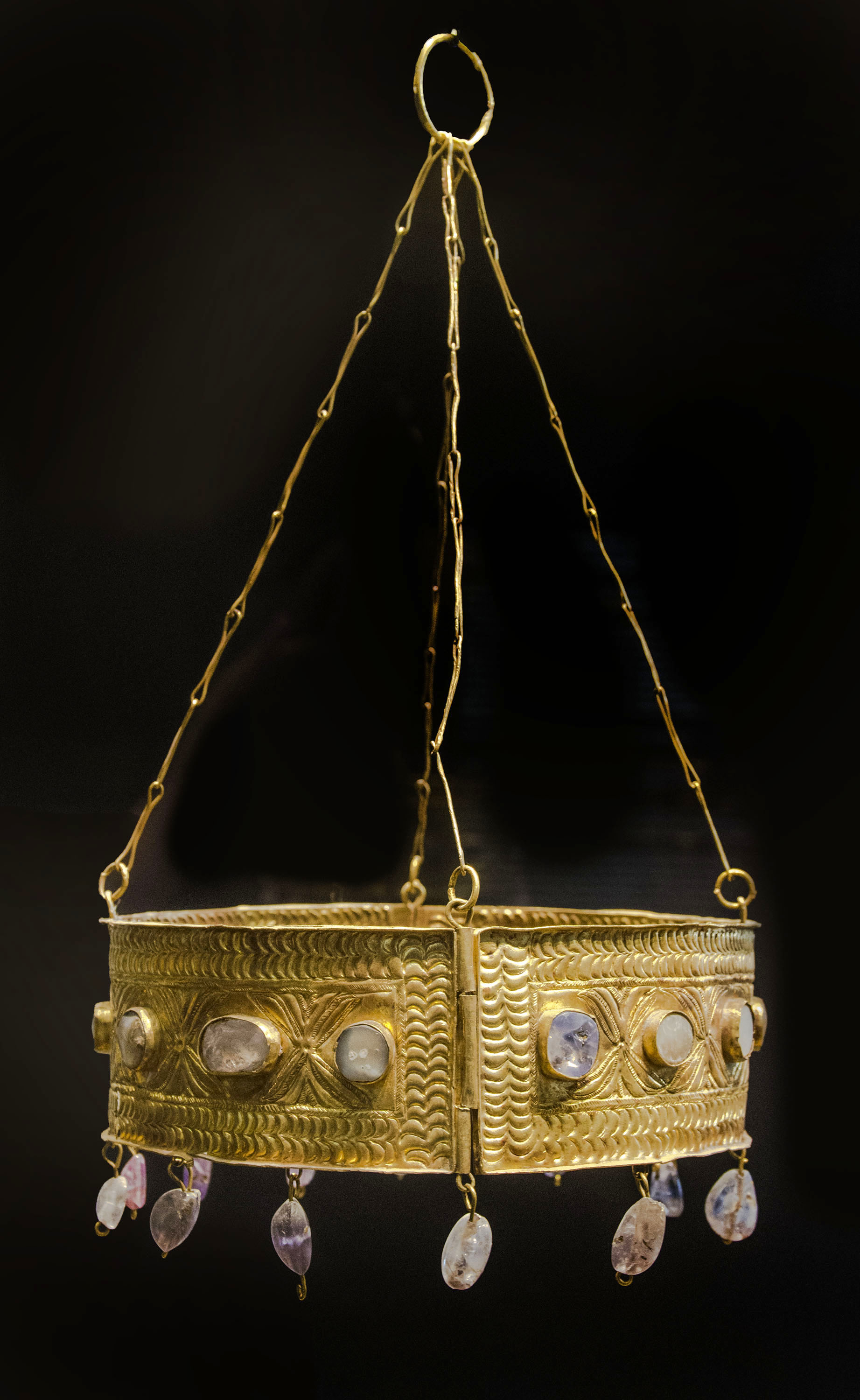
Couronne votive, Trésor de Guarrazar, Espagne, VIIe siècle,  musée archéologique national d'Espagne, Madrid
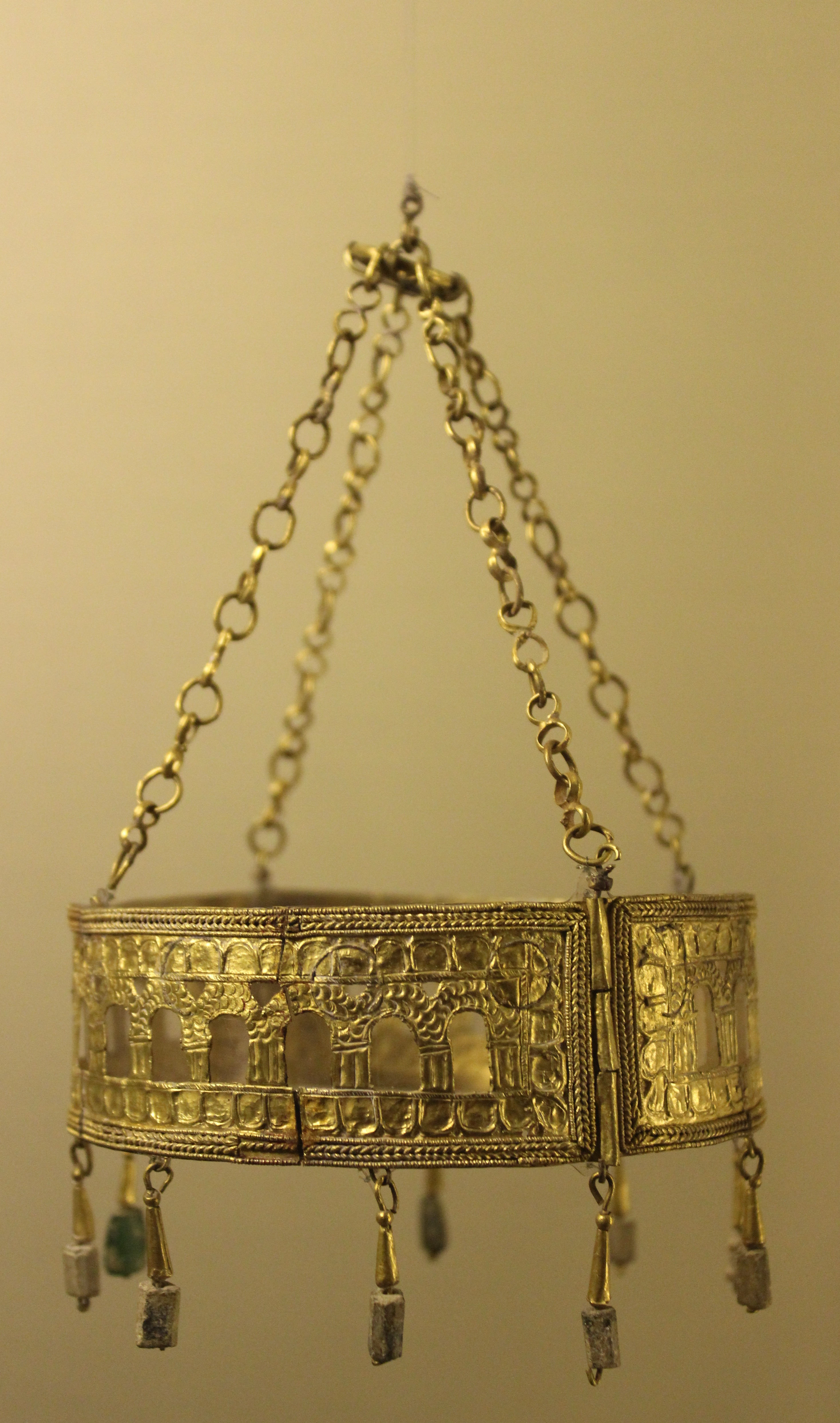
Couronne votive, Trésor de Guarrazar, Espagne, VIIe siècle, musée du Moyen-âge (Cluny), Paris